# Panzerkampfwagen 38 (t)
Der Praga TNH beziehungsweise Panzerkampfwagen 38 (t) ist ein leichter Panzer des tschechoslowakischen Herstellers Českomoravská-Kolben-Daněk (ČKD), der vor dem Zweiten Weltkrieg für die tschechoslowakische Armee und den Verkauf ins Ausland entwickelt wurde.
Die tschechoslowakische Armee beabsichtigte die Einführung des Fahrzeugs unter der Bezeichnung LT vz. 38 (Lehký tank vzor 38, Leichter Panzer Modell 38). Doch die Zerschlagung der Tschechoslowakei durch das Deutsche Reich kam dem zuvor. Durch die deutsche Wehrmacht klassifiziert als mittlerer Panzer, wurden bereits vorhandene LT vz. 38 durch die Wehrmacht übernommen und weitere Fahrzeuge beim Hersteller geordert.

## Entwicklung
Als deutsche Truppen im März 1939 die Tschechoslowakei besetzten, fiel dem Deutschen Reich eine leistungsfähige Rüstungsindustrie in die Hände, hierzu gehörte das Unternehmen ČKD in Prag. Neben den Produktionsanlagen waren es auch Panzerkonstruktionen, wie der ČKD-Praga LT-H, die für die Wehrmacht grundsätzlich von Interesse waren. Der in Produktion befindliche neue Typ TNH-P stand kurz vor der Einführung in die tschechoslowakische Armee und war in seinen Leistungsparametern den aktuellen Ausführungen des deutschen Panzers III annähernd gleichwertig. Die leichten deutschen Panzer I und II waren in ausreichender Stückzahl vorhanden und kaum weiter aufrüstbar. So wurden die tschechoslowakischen Panzer als Ersatz für die noch nicht in ausreichender Stückzahl vorhandenen mittleren Panzer rasch in die deutschen Panzerdivisionen eingegliedert beziehungsweise für die Neuaufstellung von weiteren Panzerverbänden verwendet. Hierbei wurde seitens der Wehrmacht anfänglich vom Panzerkampfwagen (3,7 cm) L.T.M 38 gesprochen. Erst am 16. Januar 1940 wurde durch eine Mitteilung des Allgemeinen Heeresamtes die neue Bezeichnung Panzerkampfwagen 38(t) offiziell eingeführt, wobei das t für tschechisch stand.

## Technische Beschreibung
Auffällige Designmerkmale waren die für einen leichten Panzer leistungsfähige 3,7-cm-Kanone und eine vernietete Panzerung. Diese Bewaffnung, eine 3,72-cm-Kanone L/47,8, war derjenigen der deutschen leichten Panzer überlegen, und auch die Panzerung der Front war mit 25 mm nur unwesentlich schwächer als die der Panzerkampfwagen III und IV (frühe Versionen ~30 mm). In späteren Varianten wurde die Frontpanzerung auf bis zu 50 mm verstärkt. Größte Schwäche des Fahrzeugs war seine vernietete Panzerung: bei Treffern konnten sich Niete lösen und die Besatzung im Kampfraum verletzen bzw. töten, ohne dass die Panzerung durchschlagen wurde; wenn die Niete nach außen weggesprengt wurden, konnte die begleitende Infanterie getroffen werden.

## Produktion
Für die Wehrmacht wurden von 1939 bis Mitte 1942 über 1400 Fahrzeuge als Panzerkampfwagen produziert. Das äußere Erscheinungsbild der Fahrzeuge weicht nur geringfügig voneinander ab, da die technischen Hauptkomponenten Fahrwerk und Antrieb völlig unverändert blieben, wodurch die Grundform des Fahrzeugs unverändert bleiben konnte. Die Hauptbewaffnung galt zu Beginn des Krieges als ausreichend leistungsfähig, um auch im Kampf mit den regulären gegnerischen Panzertypen bestehen zu können, weshalb diese auch bis 1942 nicht ausgetauscht wurde. Trotzdem hatte jeder Typ einige spezielle Ausrüstungspunkte, an denen er zu identifizieren ist.

### Ausführung A
Die erste Ausführung des Panzerkampfwagen 38 (t) wurde mit den Fahrgestellnummern 1 bis 150 produziert. Identifizierbar sind die Fahrzeuge durch ein ungepanzertes Turmrundblickfernrohr 38 (t). Während des Polenfeldzuges wurde bei der Panzer Abteilung 67 auf der linken Fahrzeugseite ein horizontales Antennenrohr montiert, eine kurze Schaufel sowie eine Spitzhacke waren quer über der runden Wartungsplatte des Motorraumes befestigt, die Laufrollen hatten schmale Gummierungen und breite Stahlbänder, die Maschinengewehre (M.G. 37 (t)) hatten keine Mündungsfeuerdämpfer.

### Ausführung B
Mit der Ausführung B (Fahrgestelle 151 bis 260) wurde eine gepanzerte Schutzkappe für den Kopf des Turmrundblickfernrohr eingeführt. Über der Zieloptik des Turms wurde ein Blech zum Schutz vor Regentropfen montiert. Auf der linken Aufbauseite wurde ein Handgriff zum leichteren Auf- und Absitzen der Mannschaft angebracht. Die Antennenhalter war einfach gehalten und Zusatzteile für die Montage der "Gefechtsantenne" der Ausführung A entfielen. Schaufel und Spitzhacke wurden auf dem Kettenschutzblech der linken Fahrzeugseite angebracht und blieben dort bis zum Ende der Panzerproduktion. Die Laufrollen wurden geändert und hatten eine breitere Gummierung und einen schmaleren Stahlrand.

### Ausführung C
Während der Fertigung der Ausführung C (Fahrgestell 261 bis 370) wurde eine verstärkte Frontpanzerplatte (25 mm auf 40 mm) eingeführt. Die Halterungen der Platte wurde angepasst und die Bolzen zur Fixierung des Endgetriebes wurden geschützt. Eine dreiteilige Abdeckung zum Schutz des Turmkugellagers wurde montiert, um ein Verklemmen nach Treffern durch Infanteriefeuer zu verhindern. Hinter der ersten Laufrolle wurde an der Fahrzeugseite ein Stopper montiert, der das Aufschaukeln des Fahrwerks bei der Fahrt reduzieren sollte.

### Ausführung D
Die Fahrzeuge der Ausführung D (Fahrgestell 371 bis 475) erfuhren eine geringfügige Änderung bei der Nietung der oberen, gebogenen Frontpanzerung für Fahrer und Maschinengewehrschütze. Alle Ausf. D hatten eine 40-mm-Bugpanzerplatte. Die tschechoslowakische Antennenfußhalterung wurde während der Fertigung durch ein deutsches gummigelagertes Modell ersetzt. Während der Fertigung der Ausf. D wurde außerdem eine neue leichtere Gusskette eingeführt, mit breiteren und kürzeren Führungszähnen, die nach innen angeschrägt waren, um zu verhindern, dass die Ketten geworfen wurden.

### Ausführung E
Mit der Ausführung E (Fahrgestell 476 bis 750) erfolgte eine wichtige produktionstechnische Änderung, die für die weiteren Modelle kennzeichnend war. Die zuvor gebogene obere Frontpanzerung vor Fahrer und Maschinengewehrschütze/Funker wurde durch eine gerade Panzerplatte ersetzt. Die gepanzerten Sichtluken für den Fahrer wurden verstärkt. Beide Teile der Dachluke über dem Funkerplatz waren nun rechteckig. Die Seitenpanzerung wurde ab diesem Modell im oberen Frontbereich bis zur neuen Frontplatte verlängert.
Die Turmfront, die Wannenfront, der gesamte Aufbau erhielt eine Zusatzpanzerung, indem die Plattenstärke auf 30 beziehungsweise 25 mm Stärke angehoben wurde. Insgesamt wurde die Anzahl der Niete reduziert. Alle Ausführung E hatten einen gepanzerten Antennenfuß vorne links am Aufbau montiert. Die Kettenspanner und die Führung der Anlasserkurbel erhielten gepanzerte Abdeckungen. Ab dem Fahrzeug Nr. 624 wurde die Auspuffanlage offiziell höher montiert, um eine gepanzerte Nebelkerzenabwurfvorrichtung am Fahrzeugheck zu ergänzen. Bei den Blattfederpaketen der vorderen Laufrollen wurde eine fünfzehnte Blattfeder ergänzt. Das Abstands-Rücklicht und das Bremslicht wurden mit einer neuen Halterung neu je links und rechts über dem Kettenschutzblech positioniert, beide waren zuvor auf der hinteren Motorabdeckung links beziehungsweise rechts mit vertikalen Halterungen montiert.

### Ausführung F

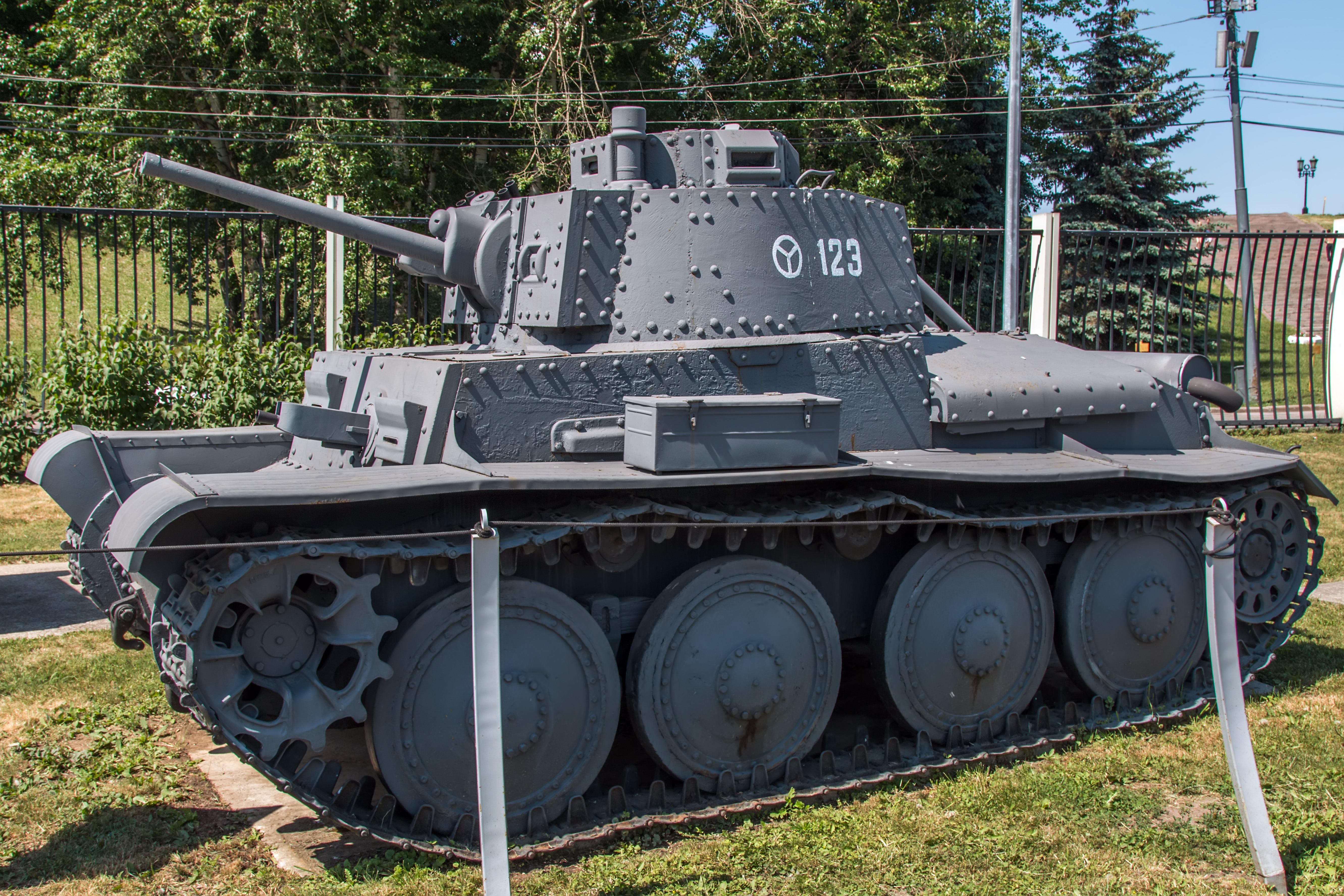
Zentralmuseum Moskau

Bei der Ausführung F (Fahrgestell 751 bis 1000) wurden die Halterung für Ersatzkettenglieder hinten rechts vergrößert, um ein drittes Kettenglied aufzunehmen. Während der Fertigung wurden die Zahl der Niete an den Seiten der Motorabdeckklappen verringert. Ebenfalls während der Produktionszeit wurde der Notek-Scheinwerfer von seinem vorherigen Platz auf dem vorderen rechten Kettenschutzblech auf die vordere linke Ecke der oberen horizontalen Frontpanzerplatte verlegt.

### Ausführung S
Die Ausführung S war ursprünglich für den Export nach Schweden geplant und wurde letztlich gleichzeitig mit der Ausführung F gebaut. Es wurden die Fahrstellnummern 1001 bis 1090 vergeben. Bei dieser Ausführung wurde das Fahrzeug konzeptioniert als die Ausführung D in Produktion war. Aufgrund des Zeitpunkts der Entwicklung waren nur die Frontplatten verstärkt, die Turmseiten und die Wannenseiten hatten nur 15 mm Panzerung. Da die Turmpanzerung an den Seiten nicht stärker war, hatte der Splitterschutzring die gleiche Größe wie bei der Ausführung C und D. Sechs Bolzen an der Oberkante der oberen Frontplatte dienten zur Ergänzung einer 25-mm-Zusatzpanzerung. Die Niete der Frontpanzerung bei der Ausführung S entsprachen den frühen Ausführungen A bis D, wobei die vordere seitliche Reihe der Niete an der vorderen Turmverlängerung einen Niet weniger als bei den Ausf. A bis D (6 Niete) und einen mehr als die Ausf. E bis G (4 Niete) aufwies (5 Niete). Die Kettenspanner und die Führung der Anlasserkurbel erhielten gepanzerte Abdeckungen. Der Auspuff wurde höher gesetzt, um die Nebelkerzenabwurfvorrichtung zu montieren.

### Ausführung G
Die letzte Ausführungsserie (Fahrgestell 1100 bis 1359 und 1480 bis 1526) erfuhr eine weitere Verstärkung der Panzerung auf 50 mm Plattenstärke bei der Frontpanzerung von Wanne und Turm. Die Zahl der Niete und Bolzen wurde speziell im Frontbereich weiter verringert. Im November 1941 wurden mit dem Fahrzeug Nr. 1220 weitere Halterungen für Ersatzkettenglieder eingeführt. Einmal sieben Kettenglieder auf der vorderen Bugpanzerplatte und je fünf links und rechts der Wartungsluke auf der horizontalen Frontpanzerung. Der kleine Spiegel für den Fahrer auf linken Kettenabdeckung entfiel unmittelbar bei Serienbeginn. Ab Februar 1942 ersetzten Delbag-Luftfilter die bisherigen Doppelluftfilter. Auf der Kühleröffnung auf der hinteren Motorraumabdeckung wurde ein Schieber installiert, um die Temperatur des Motors zu regulieren. Im Mai 1942 wurde das Fahrzeug Nr. 1481 tropentauglich ausgeführt und ging dann in eine Erprobung.
Bei den frühen Fahrzeugen wurden im Laufe der Zeit, sofern möglich, bestimmte Nach- und Umrüstungen vorgenommen, um den aktuellsten Stand der Ausrüstung zu erreichen, wodurch manchmal frühe Fahrzeuge auch einzelne spezifische Kennzeichen einer späteren Serie aufweisen können. Doch waren einige Aspekte nicht veränderbar, wie zum Beispiel die gebogene Frontpanzerplatte der Ausführungen A bis D und das Schema der Vernietung, so dass eine Zuordnung weiter möglich bleibt.
Da die Fahrgestellfertigung für die Produktion von Selbstfahrlafetten weitergeführt wurde, wurden für diese Fahrzeuge weitere Ausführungsbuchstaben vergeben. Hierdurch wurde die Versorgung mit den für das jeweilige Modell benötigten Ersatzteilen erleichtert, da auch nach Einstellung der Fertigung der Panzerkampfwagen noch Detailveränderungen an der Fahrzeugwanne vorgenommen wurden.
| Produktionszahlen des Panzerkampfwagen 38(t) |         |         |         |         |         |         |         |         |         |         |         |         |         |         |         |         |         |
| Monat                                        | Sep. 39 | Okt. 39 | Nov. 39 | Dez. 39 | Jan. 40 | Feb. 40 | Mär. 40 | Apr. 40 | Mai 40  | Jun. 40 | Jul. 40 | Aug. 40 | Sep. 40 | Okt. 40 | Nov. 40 | Dez. 40 | Jan. 41 |
| Stückzahl                                    | 31      | 30      | 11      | 0       | 10      | 24      | 31      | 30      | 30      | 30      | 30      | 35      | 35      | 44      | 27      | 44      | 45      |
| Monat                                        | Feb. 41 | Mär. 41 | Apr. 41 | Mai 41  | Jun. 41 | Jul. 41 | Aug. 41 | Sep. 41 | Okt. 41 | Nov. 41 | Dez. 41 | Jan. 42 | Feb. 42 | Mär. 42 | Apr. 42 | Mai 42  | Jun. 42 |
| Stückzahl                                    | 50      | 53      | 49      | 78      | 65      | 65      | 64      | 76      | 53      | 50      | 50      | 59      | 61      | 28      | 0       | 21      | 26      |

## Einsatz bei der Wehrmacht – Panzerkampfwagen 38(t)

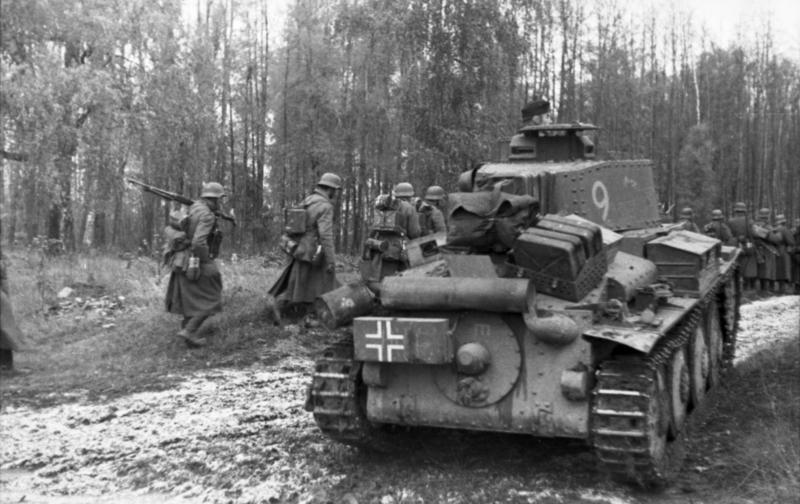
Nördliche Sowjetunion, Panzer 38(t) der 3. Panzer-Division und Infanterie

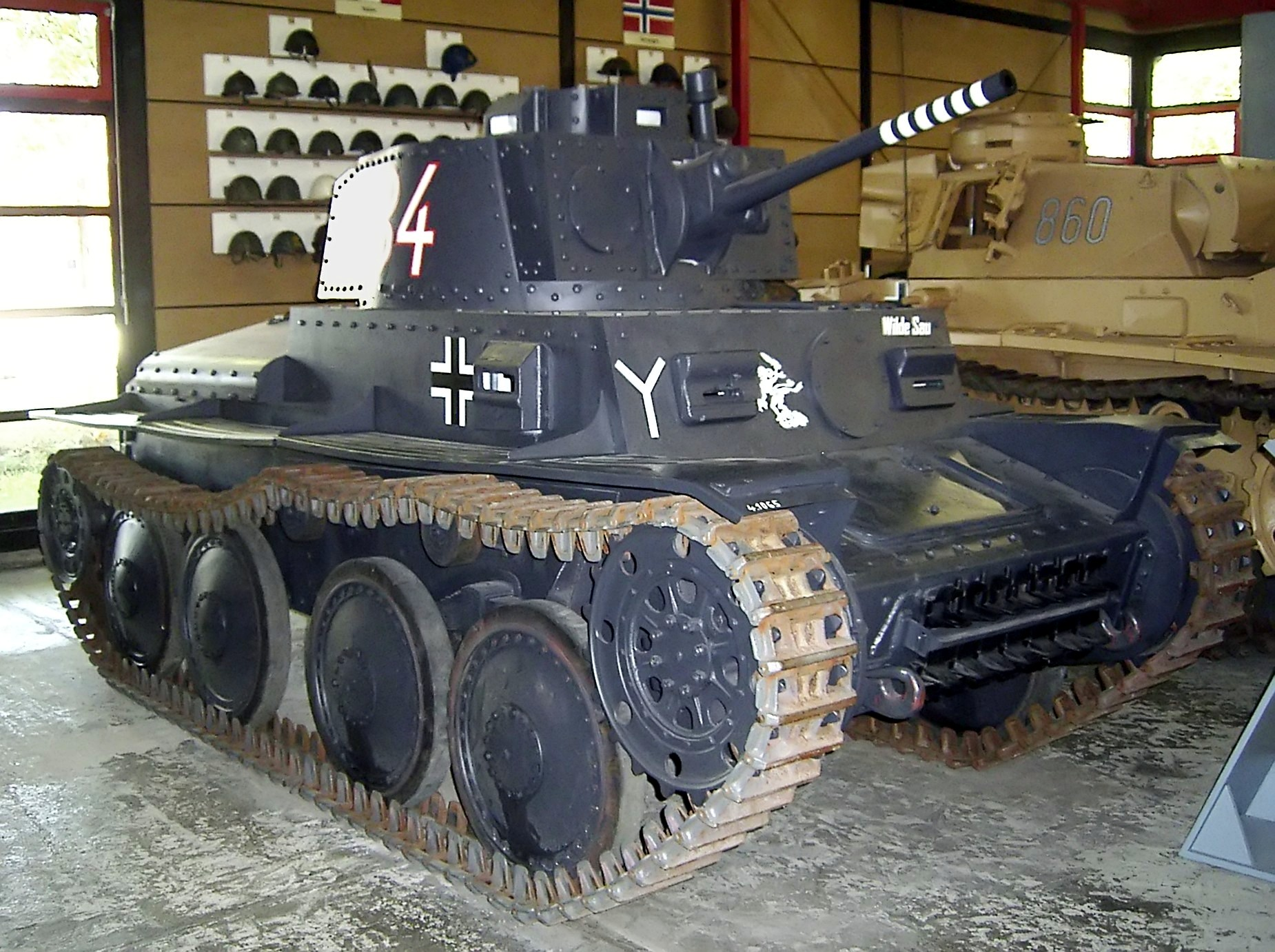
Panzer 38(t) Ausf. S

### Polenfeldzug
Bei Beginn des Zweiten Weltkrieges waren 57 Panzer 38(t) einsatzbereit, die bei der 3. leichten Division beim Angriffskrieg gegen Polen eingesetzt wurden. Davon wurden bis zum 25. September 1939 sieben Panzer zerstört.

### Westfeldzug
Bis zum Beginn des Westfeldzuges 1940 befanden sich 238 Stück in der 7. Panzer-Division (PD) und der 8. PD, von denen im Verlauf des Mai oder Juni 54 als Totalverluste gemeldet wurden.

### Balkanfeldzug
Die 8. PD nahm mit 125 Panzern 38(t) auch am Balkanfeldzug in Jugoslawien teil. In der Zeit vom 6. April bis Ende April gingen sieben Panzer verloren.

### Unternehmen Barbarossa (Deutsch-Sowjetischer Krieg)
In großer Zahl wurde der Panzer beim Überfall auf die Sowjetunion eingesetzt. In fünf der deutschen Panzerdivisionen (7., 8., 12., 19. und 20. Panzer-Division) standen 660 Panzer 38 (t) einsatzbereit für den Angriff zur Verfügung. Für die Vereinfachung der Ersatzteilversorgung wurden diese fünf Panzerdivisionen in der Panzergruppe 3 der Heeresgruppe Mitte zusammengefasst. Auch ging man davon aus, dass sich geographisch der Bereich dieser Heeresgruppe mit viel sumpfigem und waldreichen Gelände weniger für Panzertypen mit höherem Gewicht eignete.
Bei den Angriffskämpfen im Jahr 1941 zur Eroberung Moskaus gingen bis Anfang September 184 und bis zum 22. Dezember letztlich 639 Panzer 38 (t) als Totalverluste verloren. Nur 84 Fahrzeuge wurden im Dezember als einsatzbereit gemeldet.
Im Februar 1942 wurde die neu aufgestellte 22. Panzerdivision mit 114 Panzern 38 (t) an die Ostfront entsandt und zuerst im Unternehmen Trappenjagd auf der Halbinsel Kertsch eingesetzt. Inzwischen wurden die 7. Panzerdivision und die 12. Panzerdivision auf deutsche Panzer umgerüstet. Im Juni 1942 lief die Produktion aus, und die Bestandszahlen an der Ostfront gingen langsam zurück. Mitte Juni waren in vier Panzerdivisionen noch 253 Panzer vorhanden. Bis zum Ende des Jahres waren nur noch kleine Restbestände bei den Fronttruppen im Einsatz. Ausgediente Panzer 38(t) wurden auch zu Fahrschulzwecken verwendet. Dafür wurde die Kanone ausgebaut und teilweise durch Holzattrappen ersetzt.
Insgesamt erwies sich der 38(t) in den ersten Kriegsjahren als zuverlässiger Panzer, der erst mit dem Angriff auf die Sowjetunion im Jahr 1941 durch die Konfrontation mit modernen und gut gepanzerten sowjetischen T-34 und KW-Panzern als waffentechnisch unterlegen einzustufen war.

## Munition
| Munition und Durchschlagsleistung der KwK 38(t) L/47,8 |                  |                       |                  |
| Nomenklatur der Munition                               | Panzergranate(t) | Panzergranate(t) umg. | Panzergranate 40 |
| Geschossgewicht                                        | 0,85 kg          | 0,815 kg              | 0,368 kg         |
| Mündungsgeschwindigkeit                                | 741 m/s          | 750 m/s               | 1040 m/s         |
| Durchschlagsleistung der KwK bei 30° Auftreffwinkel    |                  |                       |                  |
| 100 Meter                                              | 36 mm            | 41 mm                 | 64 mm            |
| 500 Meter                                              | 31 mm            | 33 mm                 | 33 mm            |
| 1000 Meter                                             | 24 mm            | 27 mm                 |                  |
| 1500 Meter                                             | 22 mm            | 24 mm                 |                  |

## Technische Daten
| Technische Daten der Ausführungen des Panzerkampfwagen 38(t) |                                                                                               |                                                                    |
|                                                              | Ausf. A–D + S                                                                                 | Ausf. E–G                                                          |
| Allgemeine Eigenschaften                                     |                                                                                               |                                                                    |
| Gewicht                                                      | 9,7 t                                                                                         | 9,85 t                                                             |
| Bodendruck                                                   | 0,57 kg/cm2                                                                                   | =                                                                  |
| Länge                                                        | 4,61 m                                                                                        | =                                                                  |
| Breite                                                       | 2,14 m                                                                                        | =                                                                  |
| Höhe                                                         | 2,25 m                                                                                        | =                                                                  |
| Kettenbreite                                                 | 29,3 cm                                                                                       | =                                                                  |
| Bodenfreiheit                                                | 40 cm                                                                                         | =                                                                  |
| Bewaffnung                                                   |                                                                                               |                                                                    |
| Hauptbewaffnung                                              | 3,7-cm-KwK 38(t) L/48,7                                                                       | =                                                                  |
| Sekundärbewaffnung                                           | 2 × MG                                                                                        | =                                                                  |
| Munitionsvorrat                                              | KwK: 90 MG: 2700                                                                              | =                                                                  |
| Kaliberlänge (KwK)                                           | 48,7                                                                                          | =                                                                  |
| Beweglichkeit                                                |                                                                                               |                                                                    |
| Motor                                                        | Praga EPA 6-Zylinder-Ottomotor wassergekühlt                                                  | =                                                                  |
| Leistung                                                     | 150 PS                                                                                        | =                                                                  |
| Hubraum                                                      | 7,75 l                                                                                        | =                                                                  |
| Bohrung/Hub                                                  | 110 / 136                                                                                     | =                                                                  |
| Drehzahl                                                     | 2200/min                                                                                      | =                                                                  |
| Getriebe                                                     | 5 V, 1 R (fünf Gänge)                                                                         | =                                                                  |
| Motoreffektivität                                            | 16,1 PS/l                                                                                     | =                                                                  |
| Leistungsgewicht                                             | 12,8 PS/t                                                                                     | 12,6 PS/t                                                          |
| Antriebsrad                                                  | vorn                                                                                          | =                                                                  |
| Lenkung                                                      | Differential                                                                                  | =                                                                  |
| Höchstgeschwindigkeit Straße                                 | 42 km/h                                                                                       | =                                                                  |
| Höchstgeschwindigkeit Gelände                                | 15 km/h                                                                                       | =                                                                  |
| Kraftstoffvorrat                                             | 220 l                                                                                         | =                                                                  |
| Fahrbereich                                                  | 250 km (Straße) 160 km (Gelände)                                                              | =                                                                  |
| Watfähigkeit                                                 | 80 cm                                                                                         | =                                                                  |
| Bodenfreiheit                                                | 40 cm                                                                                         | =                                                                  |
| Federung                                                     | Blattfedern                                                                                   | =                                                                  |
| Panzerung                                                    |                                                                                               |                                                                    |
| Wannenbug                                                    | 25 mm                                                                                         | 50 mm                                                              |
| Wannenseite                                                  | 15 mm                                                                                         | 15–30 mm                                                           |
| Wannenheck                                                   | 15 mm                                                                                         | =                                                                  |
| Wannendach                                                   | 10 mm                                                                                         | 12 mm                                                              |
| Wannenboden                                                  | 8 mm                                                                                          | =                                                                  |
| Turmfront                                                    | 25 mm                                                                                         | 50 mm                                                              |
| Turmseite                                                    | 15 mm                                                                                         | 30 mm                                                              |
| Turmheck                                                     | 15 mm                                                                                         | 22 mm                                                              |
| Fahrgestellnummern                                           | Ausf. A 0001–0150, Ausf. B 0151–0260, Ausf. C 0261–0370, Ausf. D 0371–0475, Ausf. S 1001–1090 | Ausf. E 0476–0750, Ausf. F 0751–1000, Ausf. G 1101–1359, 1480–1526 |

## Weitere Verwendung
Weiterhin wurden viele Verbündete des Deutschen Reiches wie etwa das Königreich Ungarn, das Königreich Rumänien oder die Slowakische Republik mit diesen Panzern ausgerüstet.
Ab 1942 wurden die Panzer 38(t) zunehmend aus dem Fronteinsatz abgezogen und rückwärtigen Truppenteilen zugeteilt oder zu verschiedenen anderen Fahrzeugen, wie dem Panzerjäger Marder III und der Artillerie-Selbstfahrlafette Grille umgebaut.
Auch nach dem Ende des Zweiten Weltkrieges waren exportierte Modelle bzw. Lizenzbauten bis Ende der 1960er-Jahre hinein in der Schweiz (ČKD-Praga LT-H, Panzerkraftwagen 39 (Praga)) und in Schweden (Stridsvagn m/41, siehe unten), teilweise auch als Jagdpanzer 38, im Einsatz.
Syrien setzte diese Modelle noch im Sechstagekrieg ein.

## Varianten
Das zuverlässige Fahrwerk und die solide Motorisierung des Panzerkampfwagen 38 (t) und die gute Produktionsleistung von Škoda führten dazu, dass das Fahrgestell, beziehungsweise Bauteile des Fahrwerks, auf den bestehenden Produktionslinien nach dem Ende der Panzerproduktion als Selbstfahrlafetten und Jagdpanzer bis Kriegsende weiter gefertigt wurde. Gleichzeitig wurden vorhandene Fahrgestelle überholt und nach Entfernen des Turms als Selbstfahrlafetten verwendet.
- Panzerbefehlswagen

In der Wehrmacht war es, ursprünglich beginnend mit dem Panzerkampfwagen III, üblich, eine Ausführung eines Kampfwagens mit Gefechtsturm als Führungsfahrzeug mit einer erweiterten Funkausrüstung zu versehen. In den ersten Kriegsjahren waren solche Führungsfahrzeuge an einer Rahmenantenne auf dem Fahrzeugheck zu erkennen. Auch vom Panzerkampfwagen 38 (t) wurde bei den meisten Ausführungen eine solche Variante gebaut. Hierbei entfiel regelmäßig das Bug-Maschinengewehr, um für die Funkausrüstung Platz zu schaffen.
- 15-cm-sIG 33 (Sfl.) auf Pz. 38 (t) „Grille“

Die Wehrmacht bemühte sich frühzeitig darum, das schwere 15-cm-Infanteriegeschütz 33 auf einem Panzerfahrgestell geländebeweglich zu machen. Eine erfolgreiche Lösung stellte das 15-cm-sIG 33 (Sfl.) auf Pz. 38 (t) „Grille“ dar. Dieses Fahrzeug zur Infanterie-Nahunterstützung basierte anfänglich auf dem unveränderten Fahrgestell des Panzers 38(t). Bei späteren Fahrzeugen kam eine veränderte Wanne mit Motor in der Mitte zum Einsatz. Knapp 400 Fahrzeuge wurden gebaut.
- Marder III

Der Marder III, ein Panzerjäger mit halbgepanzertem Aufbau, war eine schnelle und kostengünstige Lösung, um den Panzerjägerverbänden der Wehrmacht eine mobile Panzerabwehr zu geben. Dabei wurden erst erbeutete sowjetische 7,62-cm-PaK und dann 7,5-cm-PaK 40 auf die ursprünglichen Panzerwannen montiert. Bei späteren Fahrzeugen kam eine veränderte Wanne mit Motor in der Mitte zum Einsatz. (1561 produziert, weitere 175 aus Panzer 38(t) umgebaut).
- Flakpanzer 38 (t)

Als zweiter, regulär für die Wehrmacht gebauter Flakpanzer, basierte der Flakpanzer 38(t) auf der späteren Wanne des Marder III. Aufgrund der Größe des Fahrzeugs konnte nur eine 2-cm-Flak 38 montiert werden. Die geringe Feuerkraft führte schnell zur Einstellung der Fertigung. Es wurden 141 Stück produziert.
- Jagdpanzer 38

Der Jagdpanzer 38 war ein kleiner Jagdpanzer aus den Jahren 1944/45, der mit 7,5-cm-PaK 39 L/48 nach dem zeitweisen Ausfall der Fertigung des Sturmgeschütz III entstand und sich als erfolgreiches Konzept erwies (2584 Stück).
- Flammpanzer 38

Vor der Ardennenoffensive wurden einige Jagdpanzer 38 mit Flammenwerfern anstelle der Hauptbewaffnung versehen und kamen dort zum Einsatz (20 Stück).
- Bergepanzer 38

Die zunehmende Zahl von Jagdpanzern 38 bei der Wehrmacht führte zum Konzept eines Bergepanzer 38. Hierbei wurde eine durchgängige Frontplatte ohne die Hauptwaffe verwendet und das Fahrzeuge mit einem 2-t-Behelfskran ausgestattet. Insgesamt 170 Stück hergestellt.
- Einheitswaffenträger

Der Einheitswaffenträger, mit Bauteilen, die schon beim Panzerkampfwagen 38 (t) und beim Jagdpanzer 38 zum Einsatz gekommen waren, sollte die Forderung nach einer variablen Plattform für verschiedene Waffen erfüllen. Hierbei sollten auf dem Leichten Einheitswaffenträger die 8,8-cm-Pak und die 10,5-cm-leichte Feldhaubitze montiert werden. Es wurden nur wenige Prototypen hergestellt, die bis auf einen alle verloren gingen.
- Mannschaftstransportwagen Kätzchen

Der Mannschaftstransportwagen Kätzchen wurde ab 1944 von der Auto Union AG entwickelt, jedoch nicht mehr im Truppendienst eingeführt. Das Fahrzeug sollte einen Maybach-Motor HL5O mit 180 PS erhalten. Bei zumindest einem der beiden begonnenen Prototypen scheint als Basis das Fahrgestell des PzKpfw 38(t) verwendet worden zu sein. Diese wurden bei Kriegsende gesprengt.
- Nahkampfkanone 1

Die Nahkampfkanone 1 war ein Schweizer Prototyp auf Basis des Fahrwerks des ČKD-Praga TNHP.

## Stridsvagn m/41 – Lizenzbau in Schweden

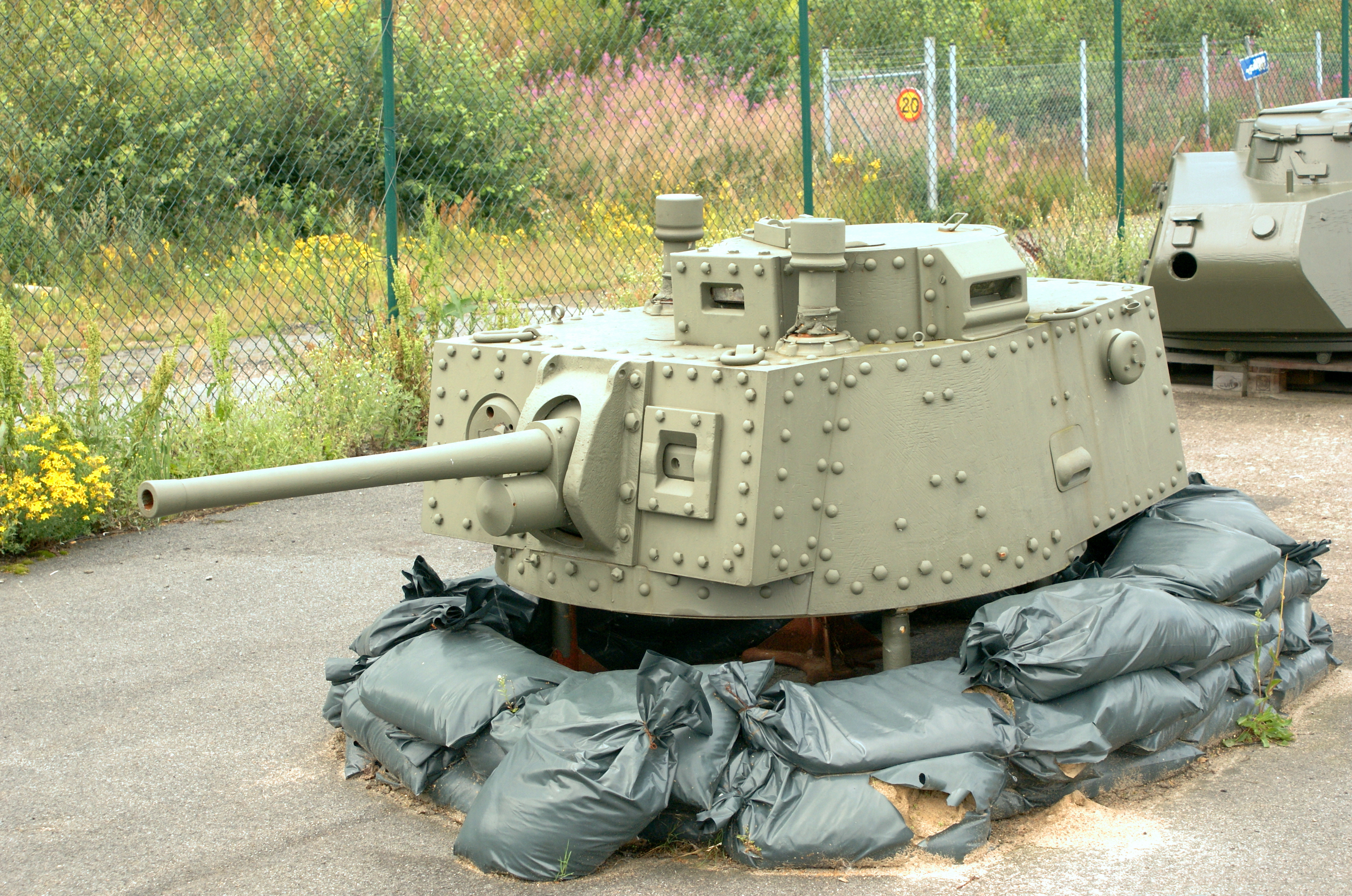
Turm eines Strv m/41 SI

Die schwedische Armee hatte Interesse an dem TNHP und bestellte deshalb im März 1940 90 Fahrzeuge in der Ausführung TNHSv. Diese wurden jedoch nicht an Schweden ausgeliefert, sondern unter der Bezeichnung Panzerkampfwagen 38 (t)/ Ausf.S von der deutschen Wehrmacht übernommen. Daraufhin erwarb Schweden im Dezember 1940 die Lizenz zum Nachbau des Panzers. Dieser erfolgte bei Scania-Vabis in Södertälje. Im Juni 1941 wurden die ersten 116 Fahrzeuge bestellt, die von Dezember 1942 bis August 1943 unter der Armeebezeichnung Stridsvagn m/41 (Strv m/41) ausgeliefert wurden. Die zweite Serie von 122 Exemplaren wurde im Juni 1942 bestellt. Sie hatte eine stärkere Frontpanzerung von 50 mm sowie den stärkeren Motor Scania-Vabis L-603 mit 160 PS, weshalb ihre Wanne 65 mm länger war. Auch wurde der Turm in seiner Formgebung verändert. Zur Unterscheidung zur ersten Serie erhielt sie die Bezeichnung Strv m/41 SII, die nun Strv m/41 SI hieß. Die ersten Fahrzeuge wurden im Oktober 1943 ausgeliefert, der letzte (nach 106 Exemplaren) im März 1944. Die letzten 16 Fahrgestelle wurden 1944 als Stormartillerivagn m/43 (Sav m/43), ähnlich den deutschen Sturmgeschützen, fertiggestellt. Bewaffnet waren sie mit einer 105-mm-Kanone von Bofors. Der Strv m/41 befand sich bis Ende der 1950er-Jahre im Dienst. Die noch brauchbaren Fahrgestelle wurden als Grundlage für den Umbau zum Pansarbandvagn 301 genutzt. Die Drehtürme ausgesonderter bzw. umgebauter Panzer wurden als ortsfeste Verteidigungspunkte (Värntorn) für militärische Objekte oder auch zum Küstenschutz verwendet.